# 개맛
개맛(학명: Lingula anatina)은 개맛과에 속하며 완족동물의 일종이다.

## 특징
껍데기길이 4 cm, 육경(육질부의 자루)길이 4 ~ 5cm이다. 몸은 배와 등에 두 장의 석회질 껍데기로 싸여 있고 껍데기 사이에서 말굽 모양의 육경이 나와 있다. 육경은 호흡과 먹이를 잡는 데 쓰인다. 껍데기는 녹색의 약간 편평한 직사각형으로 표면은 매끈하고 동심원상의 성장선이 있으며, 앞가장자리에 센털이 있다. 내만의 저조선에서 수심 50m 정도까지의 모래와 흙탕이 섞인 바닥에 육경이 분비한 점액성의 수직한 관(管) 속에서 산다. 촉수관의 섬모운동으로 물결을 일으켜 플랑크톤 등을 모이게 해서 먹는다.